# Currie Cup Premier Division 2022
La Currie Cup Premier Division de 2022 fue la 84° edición del principal torneo de rugby provincial de Sudáfrica.
El torneo comenzó el 14 de enero y finalizó el 25 de junio con la definición entre los dos mejores equipos del torneo.

## Sistema de disputa
El torneo se disputó en formato de todos contra todos, en la que cada equipo se enfrentó en condición de local y de visitante a cada uno de sus rivales, además cada equipo tendrá dos semanas libres.
Finalizada la fase de grupos, los cuatro mejores clasificados disputaron una postemporada consistente en partidos de semifinal y la posterior gran final que determinó el campeón del torneo.

## Clasificación
| Pos. | Equipo              | Encuentros | Encuentros | Encuentros | Encuentros | Tantos | Tantos | Tantos | PB | PB | Puntos |
| Pos. | Equipo              | PJ         | PG         | PE         | PP         | F      | C      | Dif    | BO | BD | Puntos |
| ---- | ------------------- | ---------- | ---------- | ---------- | ---------- | ------ | ------ | ------ | -- | -- | ------ |
| 1.º  | Free State Cheetahs | 12         | 10         | 0          | 2          | 403    | 250    | +153   | 7  | 1  | 48     |
| 2.º  | Blue Bulls          | 12         | 9          | 1          | 2          | 398    | 306    | +92    | 9  | 0  | 47     |
| 3.º  | Griquas             | 12         | 7          | 0          | 5          | 383    | 345    | +38    | 6  | 2  | 36     |
| 4.º  | Pumas               | 12         | 5          | 0          | 7          | 334    | 293    | +41    | 6  | 3  | 29     |
| 5.º  | Sharks              | 12         | 5          | 1          | 6          | 255    | 284    | −29    | 3  | 2  | 27     |
| 6.º  | Western Province    | 12         | 3          | 0          | 9          | 294    | 381    | −87    | 3  | 4  | 19     |
| 7.º  | Golden Lions        | 12         | 2          | 0          | 10         | 278    | 486    | −208   | 5  | 2  | 15     |

|  | En zona de clasificación a semifinales. |

## Fase Final

### Semifinales
| 17 de junio | Blue Bulls | 19 - 30 | Griquas |  |  |

| 18 de junio | Free State Cheetahs | 35 - 38 | Pumas |  |  |

### Final
| 25 de junio | Griquas | 19 - 26 | Pumas |  |  |

| Bandera de Sudáfrica |
| Campeón Pumas        |
| Primer título        |